# Catwalk (série télévisée)
Pour les articles homonymes, voir Catwalk.
Catwalk est une série télévisée canadienne en 49 épisodes de 50 minutes créée par Jerry Ciccoritti et Steve DiMarco, diffusée entre le 1er octobre 1992 et le 1er janvier 1994 sur YTV et sur MTV aux États-Unis.
En France, elle a été diffusée à partir du 2 mai 2005 sur AB1. Elle reste inédite dans les autres pays francophones.

## Synopsis
La série est basée sur six adultes d'une vingtaine d'années qui formaient un groupe nommé Catwalk. Les épisodes se sont concentrés sur les relations personnelles du groupe et ont eu du mal à décrocher un contrat d'enregistrement, tout en présentant leurs performances musicales dans des boîtes de nuit. Leur lieu de rassemblement principal était un loft du centre-ville.
La chanteuse Johnny (Keram Malicki-Sanchez) était au centre de la série; c'est dans son grenier que le groupe s'est réuni pour répéter. Les relations étaient également une partie importante du spectacle; Daisy (Neve Campbell), le manager du groupe, Billy K., et Mary (Kelli Taylor), le batteur Jesse (Paul Popowich), formaient deux couples. Leur relation était quelque peu révolutionnaire, comme Mary était biraciale et que Jesse était blanc. La relation était tumultueuse et le couple s'est séparé avant la fin de la première saison.
Le spectacle avait une saveur quelque peu post-apocalyptique, avec des barils de pétrole en feu de style Blade Runner, un éclairage sombre et ambiant, des lumières blanches clignotantes qui passent à travers des stores, donnant au spectacle un look futuriste.
La deuxième saison mettait en vedette un nouveau personnage, Maggi (Nicole de Boer), qui dans la première saison (dans l'épisode "Toxic Love") s'est brièvement impliqué avec le guitariste principal Johnny Camden, provoquant des tensions au sein du groupe.

## Distribution
- Lisa Butler : Sierra Williams
- Paul Popowich : Jesse Carlson
- Kelli Taylor (VF : Pascale Chemin) : Mary Owens
- J. H. Wyman (en) : Billy K
- Neve Campbell : Daisy McKenzie (saison 1)
- Christopher Lee Clements : Addie « Atlas » Robinson (saison 1)
- Keram Malicki-Sánchez (VF: Benjamin Alazraki) Johnny Camden (saison 1)
- David Lee Russek : Frank Cafla (saison 2)
- Nicole de Boer : Maggi Holden (saison 2)
- Rob Stefaniuk (en) : Benny Doulon (saison 2)
- Ron Lea : Gus Danzig
- Polly Shannon (VF : Ilana Castro) : Nina Moore

 Source et légende : version française (VF) sur RS Doublage